# Afrikaanse olifanten
De Afrikaanse olifanten (Loxodonta) vormen een geslacht uit de familie der olifanten (Elephantidae). De wetenschappelijke naam van de soort werd in 1825 gepubliceerd door Georges Cuvier. Fossielen van dit geslacht zijn enkel bekend uit Afrika, waar de dieren al sinds het midden-Plioceen voorkomen. Tegenwoordig bestaan er nog twee soorten, die allebei afstammen van de twee miljoen jaar geleden uitgestorven Loxodonta adaurora. De soorten uit dit geslacht behoren tot de grootste hedendaagse landdieren op aarde. De stier van de savanneolifant (Loxodonta africana) kan meer dan zes ton zwaar worden.

## Kenmerken
Afrikaanse olifanten zijn zeer grote grijze dieren met een lange slurf, grote oren en slagtanden bij beide seksen. De grote oren worden onder meer gebruikt om de warmte af te drijven. Jongen worden zeer harig geboren. Volwassen dieren hebben nog korte borstelharen op de slurf en de kin.

## Leefwijze
Het zijn opportunistische herbivoren, die in matriarchale groepen leven: de vrouwtjes leven in groepen, onder leiding van de oudste of grootste koe. Het zijn over het algemeen familiegroepjes en vrouwtjes blijven hun hele leven bij een groep. Zodra er meer dan tien dieren in een groep zijn, zal de groep gaan splitsen. Vriendschappelijke banden worden onderhouden tussen verwante vrouwtjes uit verschillende groepen. Mannetjes leven in losse mannengroepjes.

## Verspreiding
Al vele decennia komen olifanten niet meer in Noord-Afrika voor, maar slechts ten zuiden van de Sahara.

## Soorten

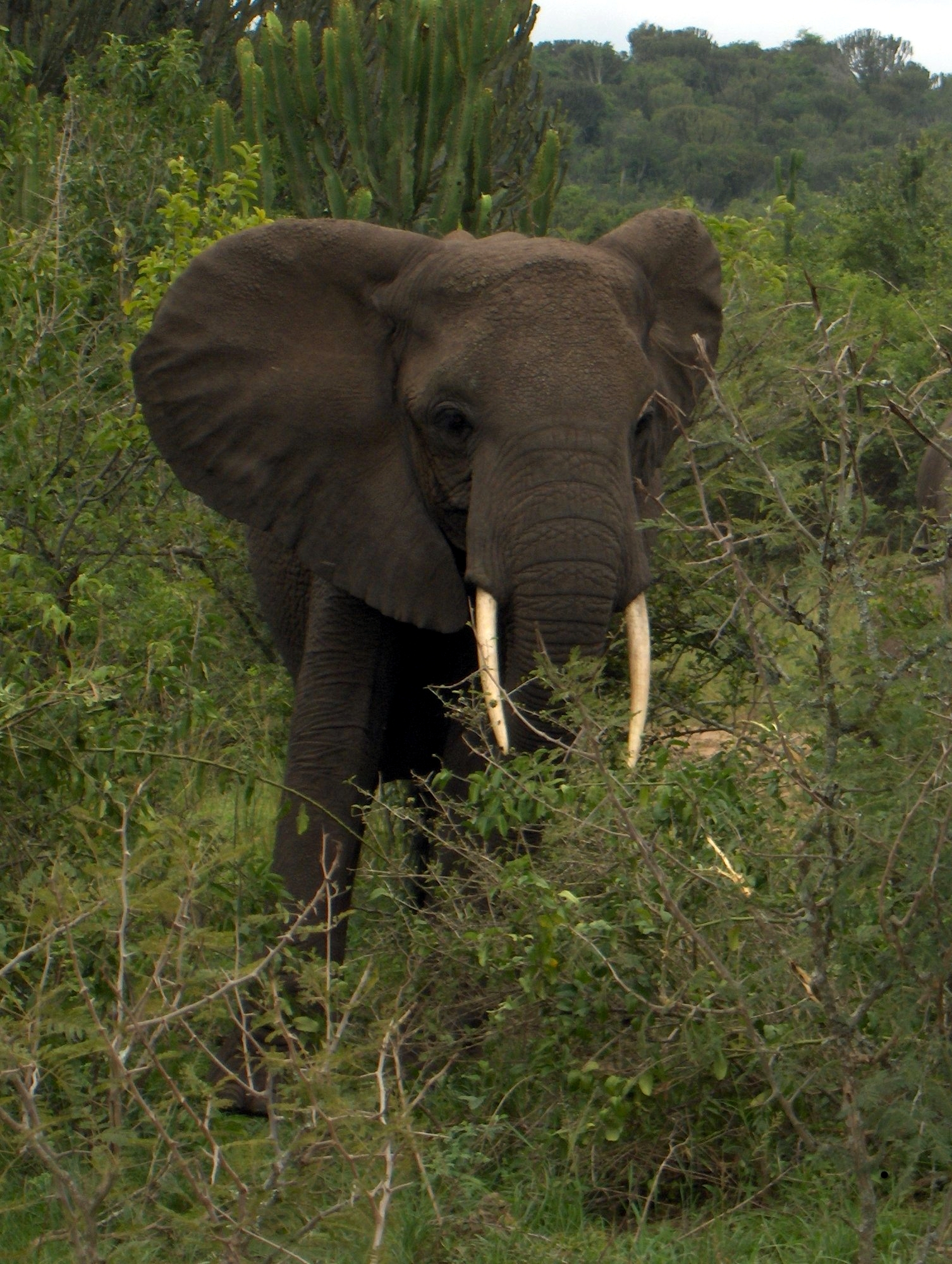
Een Afrikaanse olifant in Queen Elisabeth National Park, Oeganda

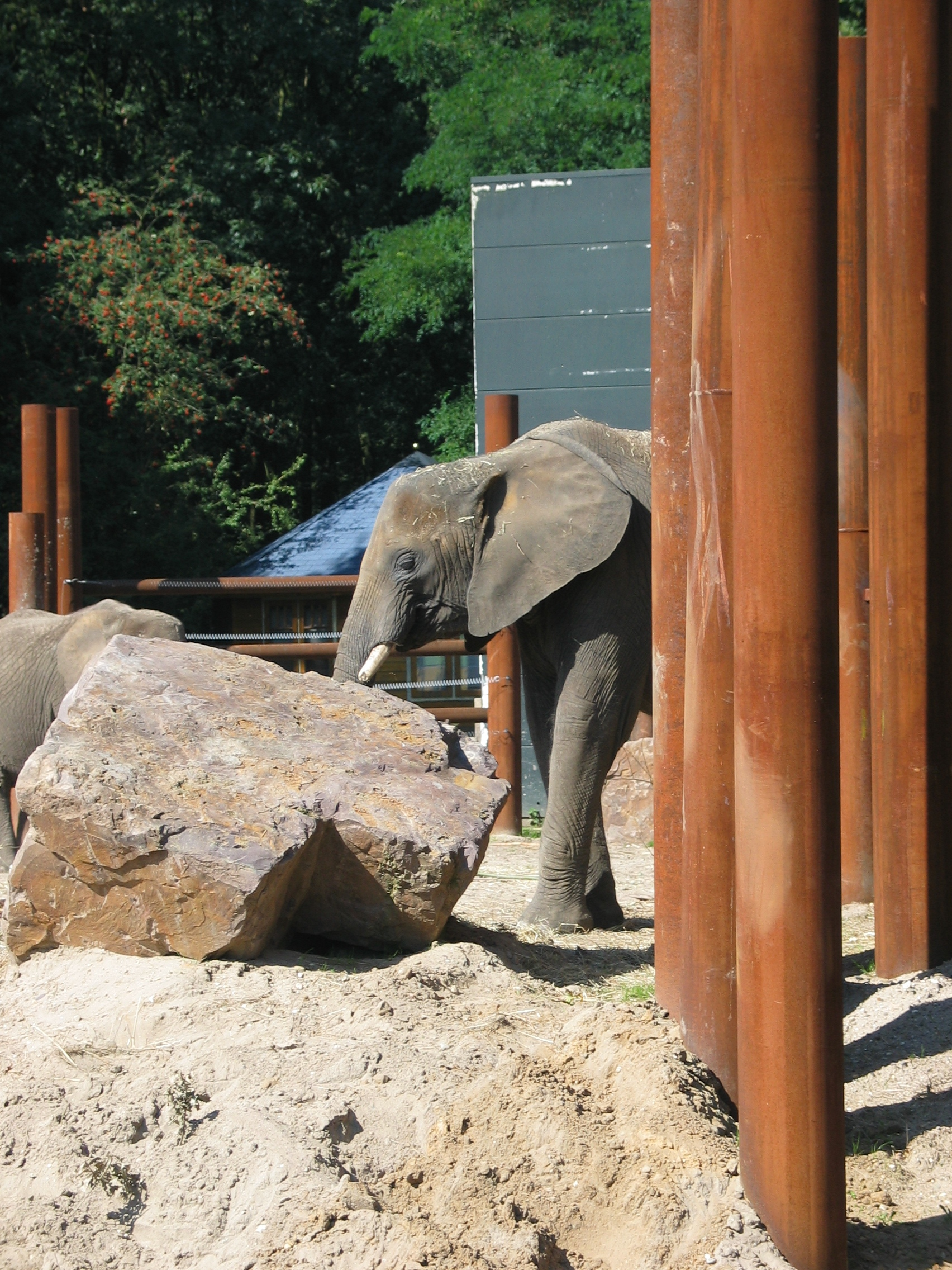
Duna de Afrikaanse olifant in Ouwehands Dierenpark

Er leven nog twee soorten: de bosolifant uit de regenwoudgordel van West- en Centraal-Afrika en de savanneolifant in de rest van Sub-Saharaans Afrika. Voorheen werd aangenomen dat de bosolifant een ondersoort was van Loxodonta africana, maar genetisch onderzoek heeft uitgewezen dat het hier om een aparte soort gaat. De soorten zouden tussen 1,9 en 6,7 miljoen jaar geleden uiteen zijn gegroeid. Volgens sommige cryptozoölogen bestaat er nog een derde en een vierde soort: de Afrikaanse dwergolifant (Loxodonta pumilio) en de moerasolifant (Loxodonta fransseni). De meeste wetenschappers denken echter dat dat slechts afwijkende exemplaren van de bosolifant zijn.
- Geslacht Loxodonta (Afrikaanse olifanten)
  - Loxodonta adaurora (uitgestorven)
  - Loxodonta africana – Savanneolifant
  - Loxodonta angammensis (uitgestorven)
  - Loxodonta atlantica (uitgestorven)

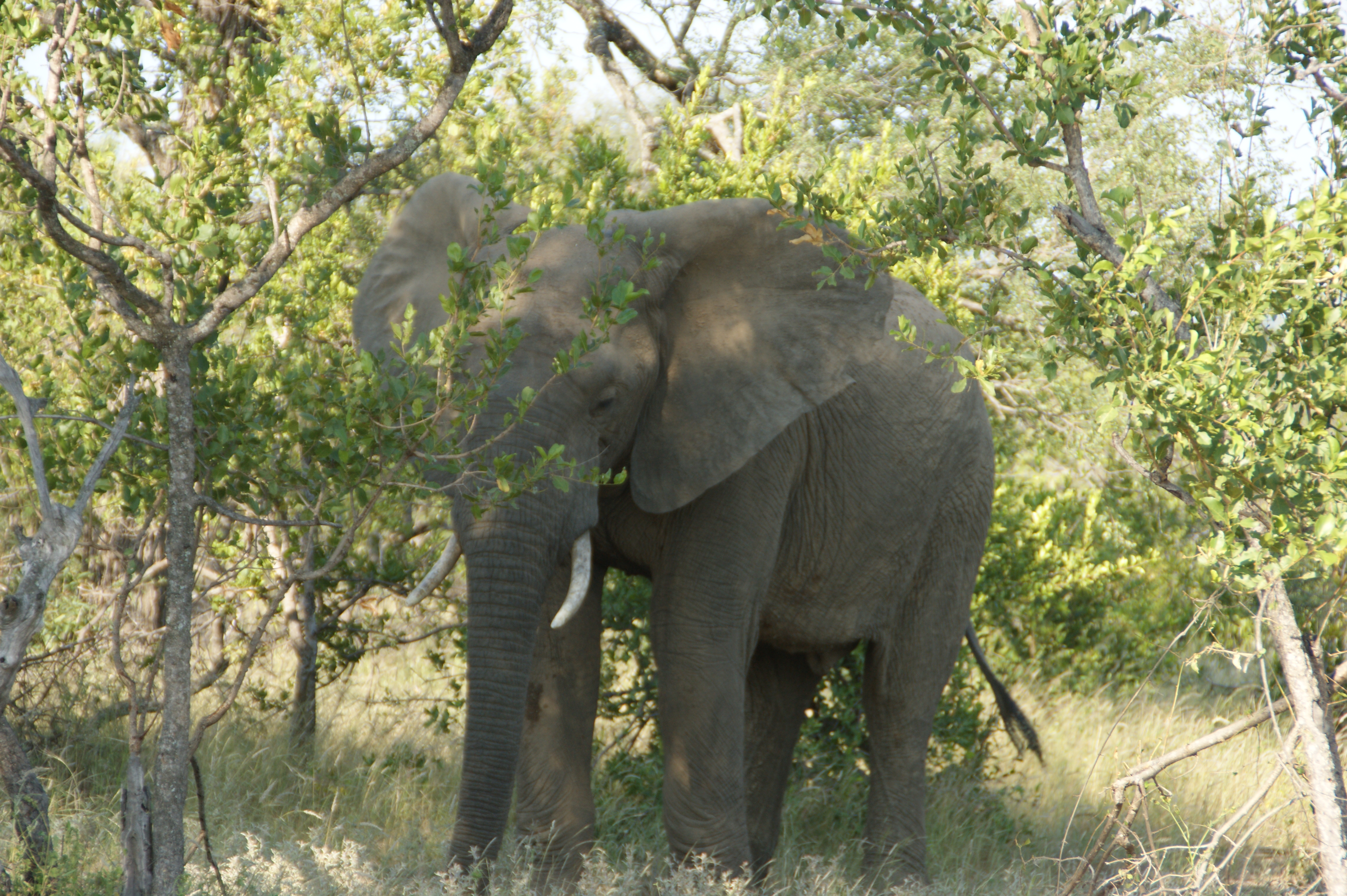
Een Afrikaanse olifant in Balule national park Olifants west in Zuid-Afrika

  - Loxodonta cyclotis – Bosolifant
  - Een Afrikaanse olifant in Balule national park Olifants west in Zuid-Afrika[6]Loxodonta exoptata (uitgestorven)